# ويليام ماكدونالد ويلر
ويليام ماكدونالد ويلر هو محاسب ومدرس وسياسي أمريكي، ولد في 11 يوليو 1915 في ألما في الولايات المتحدة، وتوفي بنفس المكان في 5 مايو 1989. نشط حزبياً في الحزب الديمقراطي.

## مناصب
- انتخب مساعد مخرج.
- انتخب عضو  [لغات أخرى]‏ (1955 – 1956).
- انتخب مندوب [الإنجليزية]‏.
- انتخب عضو مجلس النواب الأمريكي [الإنجليزية]‏.